# ウェビナーファネル
ウェビナーファネル（Webinar Funnel）とは、ウェビナー（オンライン講演/セミナー）をリードマグネット兼セールス装置として位置づけ、認知から購買に至るまでの一連のプロセスで見込み客を育成・転換するデジタルマーケティング手法である。近年はSaaS企業を中心に導入が拡大し、出席率と成約率を測定しながら自動化プラットフォームで最適化するケースが増えている。

## 定義と範囲
ウェビナーファネルは、潜在顧客がウェビナーを認知してから購入に至るまでの段階的経路を設計し、メール自動化やリターゲティング広告で各段階を最適化する仕組みである。一般的に「認知→登録→視聴→フォローアップ→購買→ロイヤルティ」といった流れで構成される。
主な利用分野はSaaS、BtoB、オンライン教育、コンサルティングなどで、リード獲得、商談創出、売上転換率（CVR）向上を目的としている。

## 歴史
ウェビナーファネルという概念は、2000年代後半に無料ウェビナーとメールオートメーションが組み合わさり発展し始めたとされているが、この時期の明確な一次資料は限定的である。2010年前後にウェビナープラットフォームの普及とともに用語が流通し始めた。
2015年以降、Zoom・WebinarNinjaなどSaaSの普及で「自動化ウェビナーファネル」という概念が拡散した。2020年のCOVID-19パンデミックでオンラインイベント需要が急増し、ウェビナーの開催数は前年比330%増となり、ファネル運用が一般化した。

## ファネル構造
ウェビナーファネルは主に4〜6段階に大別されるが、共通して「無料コンテンツ→価値提案→限定オファー→継続関係」の流れを取る点が確認されている。

### ステージ別詳細
一般的なウェビナーファネルは以下のステージで構成される：
1. 認知（Awareness）：広告やSNS、コンテンツマーケティングを通じて潜在顧客にウェビナーの存在を知らせる段階
2. 登録（Registration）：専用ランディングページで参加登録を促す段階
3. ライブ視聴（Live Attendance）：実際のウェビナー視聴を通じてリード育成を行う段階
4. リプレイ/フォローアップ（Replay & Follow-up）：未参加者や参加者へのフォローを行う段階
5. オファー（Offer/Checkout）：商品・サービスの提案と購入機会を提供する段階
6. ロイヤルティ（Loyalty）：顧客との継続的な関係構築を行う段階[3]

### KPI指標
ウェビナーファネルでは、登録率・視聴率・成約率をリアルタイムに計測する。業界統計によると、平均視聴率は35〜45%、平均視聴維持時間は50〜52分、平均成約率は5〜15%と報告されている。
規模拡大による顧客獲得コスト（CAC）の低減効果やROI改善も指摘されている。

## プラットフォームと技術
主要なウェビナーファネルプラットフォームには、WebinarNinja、eWebinar、Zoom、Demio、On24などがある。各社は登録ページ最適化・CRM連携・行動データ解析機能を搭載している。
これらのプラットフォームでは、電子メールによるリマインダー送信、登録者の行動追跡、ウェビナー中の参加者エンゲージメント分析などの機能が提供されている。

## 導入事例

### MAGFAST
MAGFASTは自動化ウェビナーファネルを活用し、8桁ドルの売上を達成したとされている。

### Objectivity, Inc.
Objectivity, Inc.はコンテンツ再編とリマインダー強化を行い、初回ウェビナーで目標を13.5%上回る227名の参加者を獲得し、獲得リードの30〜35%が高評価となるなど、参加率とリード育成スピードの向上を実現した。

## 構築代行サービス
ウェビナーファネルの構築は技術的に複雑であるため、専門的な代行サービスが存在する。

### UTAGEマーケティング構築システムくん
UTAGEプラットフォームを活用したウェビナーファネル構築を代行するサービス。セールスファネルの設計から実装、運用サポートまでをワンストップで提供している。

### JSaaS オートウェビナー構築パック
24時間365日自動で集客・教育・販売するオートウェビナーシステムの構築から運用までを代行するサービス。提供元の自己申告によれば、導入企業の中には月商を100万円から1500万円に増加させた事例もある。

### エステラのVIP Day Experience
健康・ウェルビーイング事業者向けにマーケティングシステムと自動化の構築を1日で完了させるサービス。メールマーケティング、ランディングページ作成、ウェルカムメール自動化などをサポートし、ファネルを自動化する。

## 効果測定と学術研究
ウェビナーファネルの効果測定は主に実務ベースで行われており、学術的研究は限定的である。2012年のUniversity of Twente「Webinars as an effective marketing and sales tool」などの初期研究以降、ピアレビューされた学術研究は少なく、主にPCMAやON24などの業界レポートが主な情報源となっている。

## 批判と課題

### オーバーオートメーション
過度の自動化による体験品質低下とスパム認定リスクが指摘されている。

### データプライバシー問題
GDPRやCCPAへの準拠が欠かせず、同意管理が課題となっている。米国全国広告主協会（ANA）はデータ駆動型最適化に法令遵守を組み込む必要性を指摘している。

### 学術的エビデンス不足
効果検証は主に実務ベースで行われており、学術的な裏付けが不十分との批判がある。